# Јован IV Велики Комнин
Јован IV Велики Комнин (грч. Ιωάννης Δ' Μέγας Κομνηνός; Трапезунт) је био трапезунтски цар од 1429. до 1459. из династије Великих Комнина.
Био је син цара Алексија IV Великог Комнина и царице Теодоре Кантакузин.

## Детињство и младост
Јована је његов отац одредио за деспота, или наследника, још 1417. године, али је дошао у сукоб са родитељима. Према одломку које се сматрају интерполацијом у историји Лаоника Халкокондила, он је оптужио своју мајку царицу Теодору да је имала аферу са неименованим протовестијаром, којег је убио, а затим држао своје родитеље у заточеништву у цитадели све док их особље палате није пустило. Деспот Јован је затим побегао у Грузију. Као резултат тога, његов брат Александар је одређен за деспота уместо њега.
Док је био у Грузији, Јован се оженио принцезом из династије Багратион, чије име није сачувано у историјским изворима, ћерком краља Александра I, али није могао да добије довољну подршку да преузме власт у Трапезунту. Ђеновљански документ од 8. новембра 1427. године наређује конзулу у Кафи на Криму да остане у добрим односима са царем Трапезунта јер је вест о Јовану који је стигао у Кафу стигла у Ђенову. Овде је пронашао велики брод пун оружја, и у замену за именовање његовог власника за свог протостратора, брод и његова посада су га довели кући 1429. године.
Искрцавши се код манастира Светог Фоке (савременом Кордилу), Јован и његове присталице поставили су своју базу у манастиру. Његов отац цар Алексије IV је изјахао са својом пратњом и улогорио се у близини. Важна племићка породица, Кавасити, понудила је да буду посредници; међутим, интерполатор Историје Халкокондила, или Псеудо-Халкокондила, наводи да су они били Јованови „тајни саучесници“ јер су неки од Кавасита дозволили двојици Јованових архонта да бораве у шатору цара Алексија IV, а један од архоната је убио цара Алексија IV око поноћи. Према Псеудо-Халкокондилу, Јован их је упутио да му доведу само његовог оца, али су људи мислили да ће Јован бити захвалнији ако убију његовог оца, цара Алексија IV, и то су и учинили. Сазнали су да су погрешно разумели Јованове жеље: једном је човеку извадио очи, а другом одсекао руку. Јован је 26. априла 1429. године, постао цар Трапезунта, наследивши свог оца.
Перо Тафур даје детаљ у супротности са извештајем Псеудо-Халкокондила, јер извештава да је Јован постао цар уз помоћ турског султана. Можда обе верзије садрже део истине: иако се Јован попео на престо после убиства свог оца, можда је турски султан пружио Јовану финансијску или војну подршку да се врати у Трапезунт. Његов брат Александар је прогнан у Цариград, где га је шпански амбасадор Тафур упознао осам година касније.

## Владавина
Цар Јован IV је започео своју владавину физичким кажњавањем убица свог оца, а затим сахрањивањем свог оца у престоничком храму. Његовом владавином доминирали су стални покушаји да одбрани Трапезунт од његових туркоманских суседа и све агресивнијег Османског царства на западу.
1442. године, османски султан Мурат II послао је флоту да опљачка обале и покуша да заузме град. Ова експедиција није озбиљно утицала на сам Трапезунт, али је напала Трапезунтске зависне области на Криму и делимично је уништена олујом на повратку. Османлије нису извршиле нови напад на Трапезунтско царство све до владавине следећег султана Мехмеда II. У фебруару 1451. године, византијски дипломата Георгије Сфранцес стигао је у Трапезунт тражећи невесту за свог цара, Константина XI Палеолога. Овај догађај је значајан по анегдоти која се односи на цара Јована IV, који је радосно пренео Сфранцесу вест о смрти султана Мурата II, и да је младост султана Мехмеда II значила да сада његово царство може трајати дуже и бити благословено. Сфранцес је, међутим, био затечен и објаснио му је да су Мехмедова младост и привидно пријатељство само смицалице и да је под Јовановим шураком  царем Јованом VIII царство било дубоко у дуговима, али сада његов нови цар покушава да то промени.
Његов разговор са Сфранцесом требало је да упозори цара Јована IV на нову опасност која се појавила. Након пада Константинопоља под власт султана Мехмеда II 1453. године, Трапезунт и Мореја су остали као последњи остаци византијске царске традиције. Султан Мехмед II је одмах позвао цара Јована IV да плати харач у Цариграду и наметнуо је велике путарине трапезунтском и венецијанском бродарству кроз мореуз. Цар Јован IV очигледно није успео да сарађује, и 1456. године, султан Мехмед II је послао свог гувернера Амасије Хизир бега да нападне Трапезунт и копном и морем. Према Халкокондилу, бег Хизир је извршио пљачку села у околини града, чак је продро и на пијацу у Трапезунту, заробивши укупно око две хиљаде људи. Град је био напуштен због куге и вероватно ће пасти; цар Јован IV се потчинио и пристао да плаћа годишњи данак од 2.000 златника у замену за повратак робља које је бег Хизир узео. Цар Јован IV је послао свог брата Давида да ратификује уговор пред самим султаном Мехмедом II, што је и учинио 1458. године, али је данак подигнут на 3.000 златника.
Свестан османског напредовања против преосталих византијских поседа у Мореји, цар Јован IV је покушао да учврсти свој положај прибегавајући старој породичној традицији; исте године, када је Давид предао данак султану Мехмеду II, цар Јован IV је своју ћерку Теодору удао за султана Узун Хасана владара Ак Којунлуа. Такође је тражио подршку Запада тако што је успоставио унију са Римокатоличком црквом. Већ 1434. године, одговарао је на писма папе Евгенија IV, за разлику од ранијих царева Трапезунта, који су игнорисали папска писма. Трапезунтски митрополит се придружио византијском свештенству на сабору Базел-Ферара-Фиренца (1438-1439).
Међутим, ови приступи папству нису били обележени складним односима са најважнијом западном силом која се бавила Трапезунтом, Републиком Ђеновом. Иако је цар Јован IV дуговао свој престо једној Ђеновљанској посади, он више пута није успео да надокнади Ђеновљанима дугове према њима 1431. године, а 1441. године, је одбио да обезбеди репарације за ђеновљански брод који је био заплењен и опљачкан шест година раније. Даље дипломатске иницијативе Ђенове нису успеле 1443. године, а 1447. године, Ђеновљани из Кафе напредују ка Трапезунту са својом флотом, претећи да ће увести ембарго. Спорови никада нису у потпуности решени и озбиљно су наштетили трговини у Црном мору.
Јованов непријатељски однос према Ђенови један савременик, шпански путник Перо Тафур, објаснио је страхом од потенцијалног византијско-ђеновског савеза који би могао да постави његовог брата Александра на трон ТрапезунТа. Александар је побегао из ТрапезунТа на византијски двор 1429. године, и на крају се оженио Маријом Гатилузио, ћерком ђеновског господара Лезбоса. Страх од Ђенове била је у супротности са пријатељским односима са Венецијом, иако Млечани никада нису повратили свој ранији утицај на Црном мору.
У неком тренутку своје владавине, цар Јован IV је био суочен са нападом владара Ардабила, шеика Џунејда, који је марширао на Трепезунт: предложени датуми се крећу од 1430-их (Е. Јансенс) до 1440-их (фон Хамер, Финлеј и Милер) до 1456. (Шукуров) или 1456-58 (Ентони Брајер). Цар Јован IV је окупио своје копнене и поморске снаге, а затим је уз помоћ свог пансеваста отпловио у сусрет ка шеику. Две војске сусреле су се код Капаниона. Цар Јован IV је планирао да нападне шеика Џунејда и са копна и са мора; међутим, јак ветар је спречио морнаре да се искрцају, а шеикови људи су се успешно супротставили, убијајући пансеваста и потпуно су разбили трапезунтску војску. Цар Јован IV је побегао помоћу своје флоте и вратио се у Трапезунт. Шеик Џунејд је убрзо стигао пред зидине Трапезунта, али је након три дана схватио да су зидови неосвојиви и кренуо је са својом војском на југ да би уместо тога опустошио област Месохалдију.

## Смрт
Ниједан савремени хроничар или историчар није забележио стварни датум Јованове смрти. Почевши од Јакоба Филипа Фалмерајера, савремени научници су то закључили на основу два записа: један је било писмо Јовановог наследника и брата Давида Трапезунтског од 22. априла 1459. године, али зато што је било повезано са сумњивим посланством које је водио Лудовико да Болоња, и унутрашње недоследности, ово писмо је сматрано у најмању руку делимичним фалсификатом; други запис је био оштећени натпис који је Фалмерајер пријавио да је видео у цитадели Куле боилу („висока кула“), који је направио цар Јован IV и датирао га је у 6968. годину (= 1. септембар 1459 – 31. август 1460); међутим, ниједан други историчар никада није видео овај натпис, упркос одлучним напорима, а сама цитадела је од тада уништена. Пошто је Вилијам Милер написао своју књигу о Трапезунту, научни консензус је датирао његову смрт у 1458, иако уз извесно неслагање до 1459 (Лампсид, Курсански) или једноставно навели широке границе 1458/9-1460 (Ентони Брајер).
Ово је можда решено открићем меморандума у ђеновским архивима. Написан у Кафи и датиран 19. априла 1460. године, овај меморандум укључује постскриптум од 5. маја 1460. године, који каже да је цар Јован IV умро и да га је наследио његов брат деспот. Расправљајући о овом документу, Тиере Ганчоу објашњава да он јасно потврђује терминус анте квем за Јованову смрт од 22. априла 1460. Јер овај документ показује да је ова вест стигла у Кафу између 19. априла и 5. маја, и да је Трапезунт био не више од две недеље ' путовања удаљен од Кафе, ово снажно сугерише да је цар Јован IV умро у априлу 1460. године.
Ганчоу лако објашњава неслагања у остатку доказа. Година „1459“ у писму које је носило посланство Лудовика да Болоње била је грешка у транскрипцији: оригинално писмо није пронађено и можда више не постоји. Ово писмо је први пут штампано 1496. године, преузето из текста Рег. Лат. 557, рукопис који се сада налази у Ватиканској библиотеци. Напомињући да се писмо појављује између два друга документа из 1459. године, Ганчу криви „лењог писара“ за писање те године када је преписао ово писмо, уместо тачне 1460. године- Када се ова два извора прихвате као веродостојна, онда више нема основа за одбацивање доказа о изгубљеном натпису Фалмерајера који је пријавио да је видео на Кули боилу.

## Брак и породица
Цар Јован IV је био ожењен два пута, укључујући и принцезу из династије Багратион, чије име није сачувано у изворима, ћерка грузијског краља Александра I.
У прошлости се веровало да је цар Јован IV имао чак троје деце — сина и једну или две ћерке. Међутим, истраживачи из Куршанског 1979. године, па надаље сматрају да је вероватно да је цар Јован IV имао само једно дете — Теодору Велику Комнину, познатију по свом монголском надимку „Деспина Хатун“ (која се удала за султана Узун Хасана). Раније је цару Јовану IV приписиван син Алексије, заправо син Јовановог брата Александра. Валенца, жена Николаса Криспа, господара Сироса, Ђовани Батиста Рамусио је назвао Теодорином сестром, али изгледа да је то грешка. Жена Николаја се на другим местима назива Ђеновљанка.